# Litoria gasconi
Espèce
Litoria gasconi est une espèce d'amphibiens de la famille des Pelodryadidae.

## Répartition
Cette espèce est endémique de Nouvelle-Guinée. Elle se rencontre en Indonésie dans la province de Papouasie à 500 m d'altitude dans les monts Foja et en Papouasie-Nouvelle-Guinée dans les monts Prince Alexander.

## Description
Les mâles mesurent de 39,3 à 41,6 mm.

## Étymologie
Cette espèce est nommée en l'honneur de Claude Gascon.

## Publication originale
- Richards, Oliver, Krey & Tjaturadi, 2009 : A new species of Litoria (Amphibia: Anura: Hylidae) from the foothills of the Foja Mountains, Papua Province, Indonesia. Zootaxa, no 2277, p. 1–13.